# К-клас астероид
К-клас астероидите (на английски: C-type asteroids) са карбонатни астероиди. Те са най-разпространеният клас като формират 75% от познатите астероиди и са дори по-голям процент във външната част на пояса отвъд 2,7 АЕ. Съотношението на астероидите от този клас може да бъде още по-голямо от това, защото К-класът са много по-тъмни отколкото повечето други типове астероидни, с изключение на Д-клас астероидите и други, които се намират в крайните точки на основния пояс.

## Характеристики
Астероидите от този тип са извънредно тъмни с типично албедо между 0,03 и 0,10. Следователно, докато номерата на С-класа могат нормално да бъдат видени с бинокъл при опозиция, дори най-големият астероид от К-клас изисква малък телескоп. Потенциално най-светлият астероид от К-клас е 324 Бамбърг, но обектът има много висок ексцентрицитет, което означава, че рядко достига максималния си магнитуд. Техният спектър съдържа умерено силно ултравиолетово поглъщане при дължина на вълната около 0,4 μm до 0,5 μm.